# Barret-de-Lioure

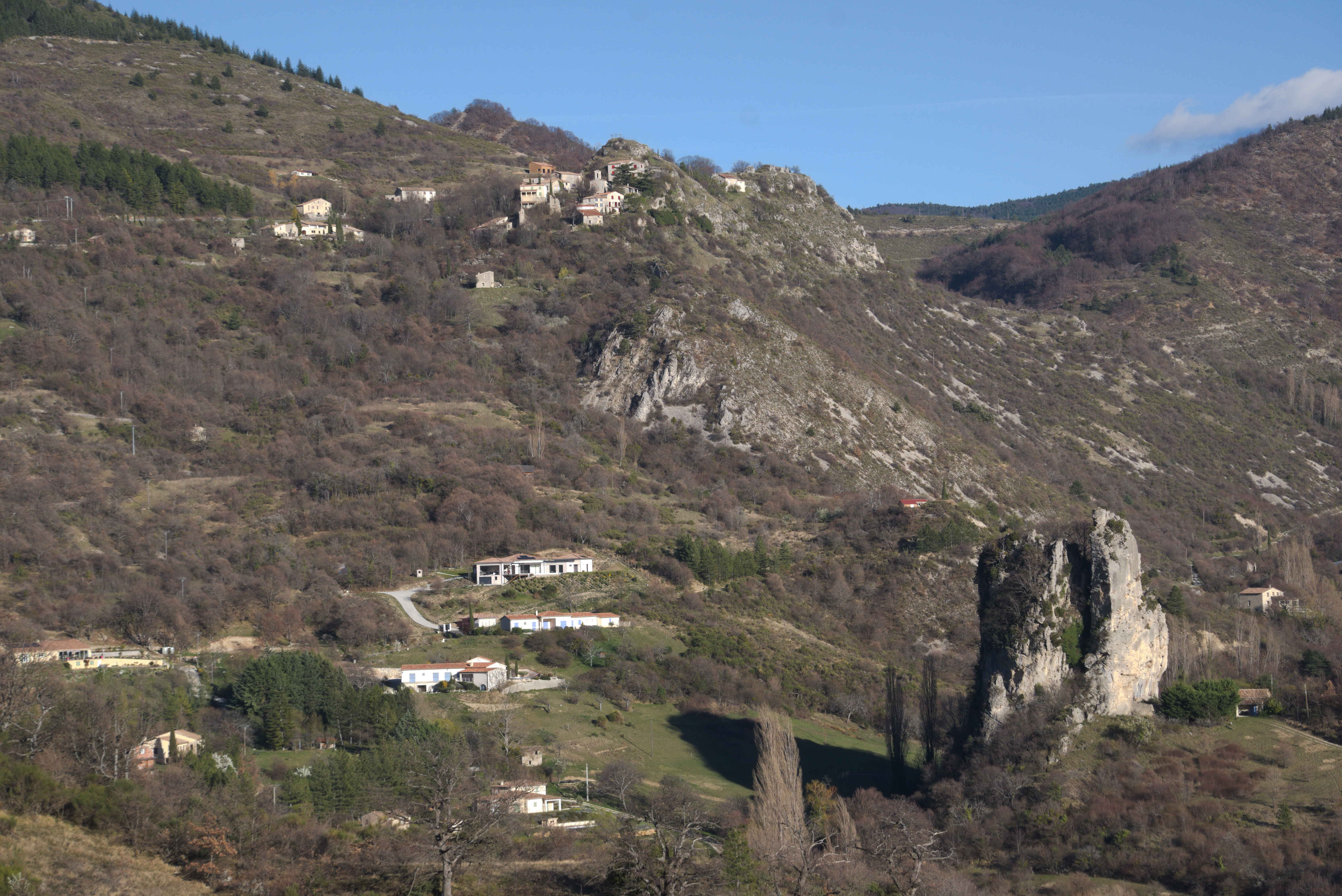
Ansicht von Nordwesten

Barret-de-Lioure ist eine französische Gemeinde mit 67 Einwohnern (Stand 1. Januar 2022) im Département Drôme in der Region Auvergne-Rhône-Alpes.

## Geografie
Barret-de-Lioure liegt in Südfrankreich in den Alpen im Süden des Départements Drôme, 99 Kilometer nördlich von Marseille, 95 Kilometer südöstlich von Valence, dem Sitz der Präfektur des Départements und 4 Kilometer südwestlich von Séderon auf einer mittleren Höhe von 1074 Metern über dem Meeresspiegel. Das Rathaus steht auf einer Höhe von 987 Metern. Nachbargemeinden von Barret-de-Lioure sind Aulan im Nordwesten, Séderon im Nordosten, Les Omergues im Südosten und Montbrun-les-Bains im Westen. Das Gemeindegebiet hat eine Fläche von 3364 Hektar.
Die Gemeinde ist einer Klimazone des Typs Cfb (nach Köppen und Geiger) zugeordnet: Warmgemäßigtes Regenklima (C), vollfeucht (f), wärmster Monat unter 22 °C, mindestens vier Monate über 10 °C (b). Es herrscht Seeklima mit gemäßigtem Sommer.

## Bevölkerungsentwicklung
| Jahr                       | 1793 | 1800 | 1806 | 1836 | 1851 | 1861 | 1876 | 1896 | 1921 | 1946 | 1975 | 1982 | 1990 | 1999 | 2011 |
| -------------------------- | ---- | ---- | ---- | ---- | ---- | ---- | ---- | ---- | ---- | ---- | ---- | ---- | ---- | ---- | ---- |
| Einwohner                  | 480  | 367  | 555  | 604  | 607  | 428  | 376  | 254  | 181  | 85   | 34   | 43   | 42   | 47   | 77   |
| Quellen: Cassini und INSEE |      |      |      |      |      |      |      |      |      |      |      |      |      |      |      |

## Kultur und Sehenswürdigkeiten
Barret-de-Lioure gehört zur römisch-katholischen Pfarrei Saint Joseph en Baronnies des Bistums Valence.
Die Kirche Saint-Laurent ist Laurentius von Rom geweiht. Die kleine Gebirgskirche wurde im 13. Jahrhundert errichtet. Sie wurde 1926 in das Zusatzverzeichnis der Denkmalschutzliste eingetragen.
Auf dem 1367 Meter hohen Berg Bergiès steht die Sternwarte Observatoire CosmoDrôme.

## Wirtschaft und Infrastruktur
Der nächstgelegene Bahnhof ist der 29,7 Kilometer entfernte Bahnhof Laragne. Der nächste Flughafen ist der Flughafen Avignon. Er liegt 56,6 Kilometer entfernt.
Auf dem Gemeindegebiet gelten kontrollierte Herkunftsbezeichnungen (AOC) für die Weichkäsesorten Picodon und Banon und für Lavendelöl (Huile essentielle de lavande de Haute-Provence) sowie geschützte geographische Angaben (IGP) für Lammfleisch (Agneau de Sisteron), Geflügel (Volailles de la Drôme), Honig (Miel de Provence), Einkorn (Petit épeautre de haute Provence), Einkornmehl (Farine de petit épeautre de haute Provence) und Weine der Bezeichnung Comtés Rhodaniens, Drôme, Coteaux des Baronnies und Méditerranée.